# Prionurus maculatus
Prionurus maculatus là một loài cá biển thuộc chi Prionurus trong họ Cá đuôi gai. Loài cá này được mô tả lần đầu tiên vào năm 1887.

## Từ nguyên
Động tính từ định danh của loài cá này maculatus trong tiếng Latinh có nghĩa là "lốm đốm", ám chỉ các đốm vàng trên đầu và hai bên thân trên của chúng.

## Phạm vi phân bố và môi trường sống
P. maculatus có phạm vi phân bố ở Tây Nam Thái Bình Dương. Loài cá này được tìm thấy ở ngoài khơi bang Queensland (chỉ được ghi nhận ở cụm Capricorn và rạn san hô Swains thuộc rạn san hô Great Barrier) và bang New South Wales (Úc), cũng như ngoài khơi đảo Lord Howe, đảo Norfolk, quần đảo Kermadec và phía bắc New Zealand (được quan sát tại quần đảo Three Kings và bờ biển phía tây của đảo Bắc gần Wellington). P. maculatus cũng đã được ghi nhận ở ngoài khơi New Caledonia.
P. maculatus sống gần các rạn san hô và những mỏm đá ngầm ở độ sâu trong khoảng từ 2 đến 30 m.

## Mô tả
Chiều dài cơ thể tối đa được ghi nhận ở P. maculatus là 45 cm. Thân có màu nâu lục, dày đặc những đốm màu vàng ở trên đầu và chủ yếu ở hai bên thân trên. Hai bên thân giữa là các dải sọc dọc màu vàng. Cuống đuôi có 3 ngạnh màu xanh đen ở mỗi bên. Vây đuôi hơi khuyết, có màu nâu xám với nhiều chấm vàng; rìa vây đuôi có viền màu xanh ánh kim. Vây lưng và vây hậu môn cũng có viền màu xanh ánh kim như đuôi.
Số gai ở vây lưng: 7 - 8; Số tia vây ở vây lưng: 24 - 26; Số gai ở vây hậu môn: 3; Số tia vây ở vây hậu môn: 23 - 25; Số gai ở vây bụng: 1; Số tia vây ở vây bụng: 5.